# فرانك هورفات
فرانك هورفات (28 أبريل 1928 - 21 أكتوبر 2020)، هو مصور إيطالي وفرنسي، ولد بمدينة أوباتيا في كرواتيا.

## وصلات خارجية
- الموقع الرسمي